# Lorcán Ua Tuathail
São Lourenço O'Toole, nascido Lorcán Ua Tuathail, conhecido em inglês como Laurence O'Toole e em francês como Laurent d'Eu (1128 – 14 de novembro de 1180) foi Arcebispo de Dublin na época da invasão normanda da Irlanda. Ele foi canonizado em 1225 pelo Papa Honório III.

## Biografia
São Lourenço OToole (Lorcán Ó Tuathail) nasceu em Castledermot, Condado de Kildare em 1128, filho de Maurice O'Toole, Rei de Hy Murray. Quando Laurence tinha 10 anos, ele foi dado como refém a Dermot McMurrough, Rei de Leinster, que o manteve acorrentado e muito maltratado.
Depois de dois anos, Dermot foi forçado a libertar Laurence e enviá-lo ao mosteiro de Glendalough, onde seu pai poderia recuperá-lo. Quando Maurice chegou, ele descobriu que seu filho havia escolhido a vida dos monges e deu a ele permissão para se juntar à comunidade. Laurence tinha apenas 25 anos quando foi eleito abade, e se tornou o maior abade de Glendalough desde São Kevin, seu fundador. Ele encorajou o aprendizado, construiu novas igrejas e trouxe monges do continente, além de cuidar dos pobres.
Foi eleito, aos 32 anos, como o primeiro arcebispo irlandês de Dublin. Na época, Dublin era predominantemente um assentamento dinamarquês. Sua eleição foi apoiada não apenas pelo clero irlandês, mas pelos grupos dinamarqueses e nórdicos e por Rory O'Connor, Alto-rei da Irlanda. Provavelmente em 11 de janeiro de 1162, Laurence foi ordenado, na Igreja da Santíssima Trindade em Dublin, por Gelasius Ruaidri, Arcebispo de Armagh, assistido por Joseph O'Hetha, Bispo de Ferns, e Malachie O'Byrn, Bispo de Kildare.
Um de seus primeiros atos foi começar a construir em pedra a Catedral da Santíssima Trindade, agora chamada Catedral da Igreja de Cristo. Assumiu o dever de aprofundar a fé dos cristãos nominais e reformar suas vidas. Ele apresentou monges agostinianos da França à Catedral de Christ Church para reformar a liturgia e se tornou um membro de sua comunidade. Ele continuou suas obras de caridade, especialmente para com crianças desabrigadas, que ele liderava e abrigava em sua própria residência.
Os normandos desembarcaram na Irlanda em 1190. No ano seguinte, eles sitiaram Dublin sob seu líder, Strongbow. Laurence se encontrou com Strongbow para negociar a paz, mas os normandos atacaram enquanto as negociações estavam acontecendo. Eles tomaram a cidade e começaram a matar os cidadãos e saquear suas casas. Laurence salvou a vida de muitos e carregou corpos para serem enterrados. Apesar de muitos contratempos, ele continuaria seus esforços como pacificador até o fim de sua vida.
Nos últimos dez anos de sua vida, o arcebispo Laurence visitava frequentemente a Inglaterra em seus esforços para trazer a paz entre os dois países. Em 1175, ele foi um dos signatários do Tratado de Windsor entre o Rei Henrique II da Inglaterra e o Alto-rei da Irlanda, Roderick O'Connor.
Arcebispo Laurence liderou os seis bispos irlandeses que compareceram ao Terceiro Concílio de Latrão em Roma em 1179. O Papa Alexandre III ficou tão impressionado que o nomeou Legado Papal para a Irlanda com a responsabilidade de reformar a Igreja na Irlanda e defendê-la contra ataques. Em seu retorno, Laurence convocou um concílio da Igreja Irlandesa em Clonfert que tomou medidas firmes contra os abusos da época. Foi apenas sua morte que o impediu de concluir seu trabalho de reforma.
Laurence deixou Dublin pela última vez na primavera de 1180. Sua missão era resolver uma disputa que havia surgido entre os reis inglês e irlandês. Henrique II o recebeu mal, abusou dele severamente e o proibiu de retornar à Irlanda; então ele foi visitar seus domínios na Normandia. Laurence o seguiu, doente e exausto como estava. Morreu no mosteiro em Eu, onde foi sepultado. Seu túmulo rapidamente se tornou um local de peregrinação e muitos milagres foram atribuídos à sua intercessão. Ele foi canonizado em 1225. Sua festa é dia 14 de novembro e é o santo padroeiro da Arquidiocese de Dublin.

Seu coração está preservado na Catedral de Dublin desde o século XIII e foi um importante local de peregrinação no período medieval. Seus ossos foram enterrados novamente em um cemitério inglês em 1442, mas foram desenterrados e desapareceram durante a Reforma do século XVI. O coração de O'Toole foi a última parte sobrevivente de seus restos mortais. Em 2012, a relíquia foi roubada. Foi recuperado no Phoenix Park em 2018 após uma denúncia à Garda Síochána. A mídia relatou que os ladrões não identificados pensaram que ele era amaldiçoado e causou doenças aos familiares. Em uma cerimônia especial em 26 de abril de 2018, o arcebispo anglicano Michael Jackson recebeu o coração de um veterano da Garda.

## Ligações Externas
- «ST LAWRENCE, CONFESSOR, ARCHBISHOP OF DUBLIN—1132-1180» (em inglês). Eternal Word Television Network
- «Saint Lawrence O'Toole and His Irish Heart» (em inglês). Catholic Insight
- Grattan-Flood, William. «St. Lawrence O'Toole» (em inglês). The Catholic Encyclopedia, 1910
- Mac Shamhráin, Ailbhe. «Ua Tuathail, Lorcán (O'Toole, Laurence)» (em inglês). Dictionary of Irish Biography
- Webb, Alfred. «Laurence O'Toole» (em inglês). A Compendium of Irish Biography, 1878